# Sir Leonard
Sir Leonard é uma junta de governo da província de Entre Ríos, na Argentina.